# 大分県警察部
大分県警察部（おおいたけんけいさつぶ）は、戦前の内務省監督下の大分県が設置した府県警察部であり、大分県内を管轄区域とする。
1948年（昭和23年）3月6日に廃止となり、大分県警察部は国家地方警察大分県本部と大分市警察などの自治体警察に再編されることになった。

## 沿革
- 1876年（明治9年）1月　大分県庁に第四課を設置。
- 1880年（明治13年）4月　大分県警察本署に改称。
- 1886年（明治19年）7月　大分県警察本部に改称。
- 1890年（明治23年）10月　大分県警察部に改称。
- 1905年（明治38年）4月　大分県第四部に改称。
- 1907年（明治40年）7月　大分県警察部に改称。
- 1928年（昭和3年）7月　特別高等警察課を設置。
- 1945年（昭和20年）10月　特別高等警察が廃止。
- 1946年（昭和21年）5月　公安課（公安警察）を設置。

## 組織
1939年（昭和14年）時点
- 警察部長書記室
- 特別高等警察課
- 警務課
- 刑事課
- 保安課
- 衛生課
- 健康保険課

## 警察署
1939年（昭和14年）時点
- 大分警察署
- 鶴崎警察署
- 別府警察署
- 日出警察署
- 杵築警察署
- 国東警察署
- 高田警察署
- 四日市警察署
- 長洲警察署
- 中津警察署
- 日田警察署
- 森警察署
- 竹田警察署
- 久住警察署
- 三重警察署
- 犬飼警察署
- 佐伯警察署
- 臼杵警察署
- 佐賀関警察署

## 歴代部長
| 代 | 官職名                 | 氏名       | 就任日         | 退任日         | 前職                                   | 後職                     | 備考                 |
| -- | ---------------------- | ---------- | -------------- | -------------- | -------------------------------------- | ------------------------ | -------------------- |
| 1  | 警部長 警察本署長      | 山川景範   | 1882年4月25日  | 1886年7月20日  | 警視庁警視                             | -                        |                      |
| 1  | 警部長 警察本部長      | 山川景範   | 1886年7月20日  | 1886年8月12日  | -                                      | 非職                     |                      |
| 2  | 警部長 警察本部長      | 師岡毅     | 1886年8月12日  | 1890年10月11日 | 非職根室県警部長                       | -                        |                      |
| 2  | 警部長 警察部長        | 師岡毅     | 1890年10月11日 | 1894年5月18日  | -                                      | 佐賀県警部長             |                      |
| 3  | 警部長 警察部長        | 本山正久   | 1894年5月18日  | 1895年6月20日  | 鳥取県警部長                           | 内閣書記官               |                      |
| 4  | 警部長 警察部長        | 井上穆     | 1895年7月5日   | 1896年3月12日  | 警視庁警視                             | 鳥取県警部長             |                      |
| 5  | 警部長 警察部長        | 山中幸義   | 1896年3月12日  | 1897年5月14日  | 和歌山県警部長                         | 依願免本官               |                      |
| 6  | 警部長 警察部長        | 宮内愛亮   | 1897年5月21日  | 1898年7月27日  | 石川県警部長                           | 非職                     |                      |
| 7  | 警部長 警察部長        | 浦太郎     | 1898年7月27日  | 1899年1月21日  | 三重県参事官                           | 徳島県警部長             |                      |
| 8  | 警部長 警察部長        | 稲田穣     | 1899年1月21日  | 1899年8月12日  | 徳島県警部長                           | 警視庁警視               |                      |
| 9  | 警部長 警察部長        | 大楽新造   | 1899年8月12日  | 1899年10月23日 | 警視庁警視                             | 死去                     |                      |
| 10 | 警部長 警察部長        | 野口能毅   | 1899年10月26日 | 1900年1月20日  | 佐賀県小城郡長                         | 佐賀県警部長             |                      |
| 11 | 警部長 警察部長        | 萩原昌朔   | 1900年1月20日  | 1902年10月20日 | 警視庁警視                             | 岡山県警部長             |                      |
| 12 | 警部長 警察部長        | 添田敬一郎 | 1902年10月20日 | 1905年4月19日  | 兵庫県参事官                           | 熊本県事務官・第四部長   |                      |
| 13 | 事務官 第四部長 警務長 | 秋本豊之進 | 1905年4月19日  | 1906年7月28日  | 奈良県参事官                           | 休職                     |                      |
| 14 | 事務官 第四部長 警務長 | 永田秀次郎 | 1906年7月28日  | 1907年7月13日  | 大分県事務官・第二部長                 | -                        |                      |
| 14 | 事務官 警察部長 警務長 | 永田秀次郎 | 1907年7月13日  | 1907年11月8日  | -                                      | 石川県事務官・警察部長   |                      |
| 15 | 事務官 警察部長 警務長 | 名尾良辰   | 1907年11月8日  | 1910年7月14日  | 警視庁警視                             | 埼玉県事務官・警察部長   |                      |
| 16 | 事務官 警察部長 警務長 | 黒崎真也   | 1910年7月14日  | 1913年6月13日  | 奈良県事務官                           | 廃官                     |                      |
| 17 | 警察部長               | 今村惟善   | 1913年6月13日  | 1914年6月9日   | 大分県事務官                           | 休職                     |                      |
| 18 | 警察部長               | 田辺勝邪   | 1914年6月9日   | 1916年4月28日  | 大分県理事官                           | 福島県内務部長           |                      |
| 19 | 警察部長               | 横山助成   | 1916年4月28日  | 1917年8月25日  | 大阪府理事官                           | 内務省警保局事務官       |                      |
| 20 | 警察部長               | 間野一     | 1917年8月28日  | 1919年4月19日  | 元千葉県警察部長                       | 大分県内務部長           |                      |
| 21 | 警察部長               | 山口織之進 | 1919年4月19日  | 1919年8月8日   | 第四師団法官部理事                     | 島根県警察部長           |                      |
| 22 | 警察部長               | 桑原一郎   | 1919年8月8日   | 1921年6月3日   | 島根県警察部長                         | 沖縄県警察部長           |                      |
| 23 | 警察部長               | 落合慶四郎 | 1921年6月3日   | 1923年2月24日  | 山梨県理事官                           | 三重県警察部長           |                      |
| 24 | 警察部長               | 菊山嘉男   | 1923年2月24日  | 1924年6月27日  | 朝鮮総督府事務官                       | 休職                     |                      |
| 25 | 警察部長               | 村井八郎   | 1924年6月27日  | 1924年12月20日 | 長野県警察部長                         | -                        |                      |
| 25 | 書記官 警察部長        | 村井八郎   | 1924年12月20日 | 1925年9月17日  | -                                      | 熊本県書記官・警察部長   |                      |
| 26 | 書記官 警察部長        | 双川喜一   | 1925年9月17日  | 1927年5月17日  | 香川県書記官・警察部長                 | 滋賀県書記官・警察部長   |                      |
| 27 | 書記官 警察部長        | 横井直興   | 1927年5月17日  | 1928年2月28日  | 和歌山県書記官・警察部長               | 千葉県書記官・警察部長   |                      |
| 28 | 書記官 警察部長        | 二見直三   | 1928年2月28日  | 1929年7月8日   | 秋田県書記官・警察部長                 | 奈良県書記官・警察部長   |                      |
| 29 | 書記官 警察部長        | 林田正治   | 1929年7月8日   | 1930年8月28日  | 鳥取県書記官・学務部長                 | 神奈川県書記官・警察部長 |                      |
| 30 | 書記官 警察部長        | 上田一郎   | 1930年8月28日  | 1931年2月21日  | 青森県書記官・警察部長                 | 依願免本官               |                      |
| 31 | 書記官 警察部長        | 間宮龍真   | 1931年2月21日  | 1931年12月18日 | 埼玉県書記官・学務部長                 | 依願免本官               |                      |
| 32 | 書記官 警察部長        | 戸塚九一郎 | 1931年12月18日 | 1931年12月24日 | 京都府書記官・学務部長                 | 兵庫県書記官・内務部長   |                      |
| 33 | 書記官 警察部長        | 関壮二     | 1931年12月24日 | 1932年3月31日  | 滋賀県書記官・警察部長                 | 福井県書記官・内務部長   |                      |
| 34 | 書記官 警察部長        | 松崎陽一   | 1932年3月31日  | 1932年6月30日  | 栃木県書記官・学務部長                 | 徳島県書記官・警察部長   |                      |
| 35 | 書記官 警察部長        | 梁井淳二   | 1932年6月30日  | 1933年6月23日  | 徳島県書記官・学務部長                 | 滋賀県書記官・警察部長   |                      |
| 36 | 書記官 警察部長        | 真崎長年   | 1933年6月23日  | 1935年1月19日  | 愛知県書記官・学務部長                 | 宮崎県書記官・総務部長   |                      |
| 37 | 書記官 警察部長        | 村田五郎   | 1935年1月19日  | 1937年2月12日  | 東京府官房主事                         | 警視庁衛生部長           |                      |
| 38 | 書記官 警察部長        | 野間正秋   | 1937年2月12日  | 1937年10月1日  | 長野県書記官・学務部長                 | 内務省衛生局医務課長     |                      |
| 39 | 書記官 警察部長        | 越野菊雄   | 1937年10月1日  | 1938年1月11日  | 大分県書記官・経済部長                 | 愛知県書記官・学務部長   |                      |
| 40 | 書記官 警察部長        | 奥田久七郎 | 1938年1月11日  | 1939年4月21日  | 兵庫県書記官・学務部長                 | 栃木県書記官・経済部長   |                      |
| 41 | 書記官 警察部長        | 田中栄一   | 1939年4月21日  | 1940年4月10日  | 警視庁保安課長                         | 内閣情報部書記官         |                      |
| 42 | 書記官 警察部長        | 広岡謙二   | 1940年4月10日  | 1941年1月8日   | 山口県書記官・学務部長                 | 警視庁消防部長           |                      |
| 43 | 書記官 警察部長        | 大森健治   | 1941年1月8日   | 1942年1月17日  | 内務省事務官                           | 長野県書記官・警察部長   |                      |
| 44 | 書記官 警察部長        | 松尾楸     | 1942年1月17日  | 1942年10月29日 | 内務省事務官 関東局事務官              | 対満事務局事務官         |                      |
| 45 | 書記官 警察部長        | 古屋久雄   | 1942年10月29日 | 1942年11月1日  | 上海領事                               | -                        |                      |
| 45 | 部長 警察部長          | 古屋久雄   | 1942年11月1日  | 1944年8月2日   | -                                      | 地方副参事               |                      |
| 46 | 部長 警察部長          | 小田切潔   | 1944年8月2日   | 1945年6月16日  | 内務省事務官 兼大蔵事務官 兼外務事務官 | 大阪府警察局治安部長     |                      |
| 47 | 部長 警察部長          | 後藤博     | 1945年6月16日  | 1945年10月13日 | 内務省事務官                           | 休職                     |                      |
| 48 | 部長 警察部長          | 檜垣一美   | 1945年10月13日 | 1945年10月27日 | -                                      | -                        | 兼任 本務:大分県部長 |
| 49 | 部長 警察部長          | 沢田建男   | 1945年10月27日 | 1946年4月1日   | 京都府経済保安課長                     | -                        |                      |
| 49 | 地方事務官 警察部長    | 沢田建男   | 1946年4月1日   | 1946年7月13日  | -                                      | 山口県警察部長           |                      |
| 50 | 地方事務官 警察部長    | 篠田信男   | 1946年7月13日  | 1948年3月6日   | 警視庁消防部総務課長                   | 東京消防庁総務部長       |                      |

## 主な事件
- 的ヶ浜事件